# Bulusari (Gandrungmangu)
Bulusari is een bestuurslaag in het regentschap Cilacap van de provincie Midden-Java, Indonesië. Bulusari telt 6141 inwoners (volkstelling 2010).